# Flabelligella mediterranea
Flabelligella mediterranea är en ringmaskart som beskrevs av Kolmer 1985. Flabelligella mediterranea ingår i släktet Flabelligella och familjen Acrocirridae. Inga underarter finns listade i Catalogue of Life.